# Mahir Sağlık
Mahir Sağlık (Paderborn, 18 januari 1983) is een Duits-Turks profvoetballer die als aanvaller speelt.
Sağlık begon bij SC Paderborn 07 en kwam in 2003 bij LR Ahlen. Die club verhuurde hem terug aan Paderborn en aan het tweede team van Borussia Dortmund. Na een seizoen in Oostenrijk bij VfB Admira Wacker Mödling was hij in het seizoen 2006/07 erg doeltreffend bij 1. FC Saarbrücken en een seizoen later nog meer bij Wuppertaler SV Borussia. Sağlık werd in 2008 door VfL Wolfsburg gecontracteerd maar was daar, net als tijdens een huurperiode bij Karlsruher SC, weinig succesvol. Terug op huurbasis bij Paderborn scoorde hij weer veelvuldig en na een seizoen bij VfL Bochum en twee seizoenen FC St. Pauli, keerde hij in 2013 wederom terug bij Paderborn. In 2016 ging hij voor het Hongaarse Vasas SC Boedapest spelen.

## Erelijst
VfL Wolfburg
- Bundesliga

2009
Persoonlijk
- Topscorer Regionalliga Nord: 2009 (27)
- Topscorer 2. Bundesliga: 2014 (15)